# Camponotus wheeleri
Camponotus wheeleri é uma espécie de inseto do gênero Camponotus, pertencente à família Formicidae.